# Stazione di Kōya (Tokyo)
La stazione di Kōya (高野駅?, Kōya-eki) è una stazione di Tokyo del people mover Nippori-Toneri liner. La stazione è stata aperta nel 2008 e si trova nel quartiere di Adachi.

## Linee
Toei
● Nippori-Toneri liner

## Struttura
La stazione si trova su viadotto, con una banchina centrale a isola e due binari laterali.
| 1 | ● Nippori-Toneri liner | per Minumadai-shinsuikōen |
| 2 | ● Nippori-Toneri liner | per Nippori               |

## Stazioni adiacenti
| «                    | Servizio             | »                    |
| Nippori-Toneri Liner | Nippori-Toneri Liner | Nippori-Toneri Liner |
| -------------------- | -------------------- | -------------------- |
| Ōgi-ōhashi           | -                    | Kōhoku               |